# Грин Кросс (футбольный клуб)
«Спортивный клуб Грин Кросс» (исп. Club de Deportes Green Cross) — бывший чилийский футбольный клуб из города Сантьяго.

## История

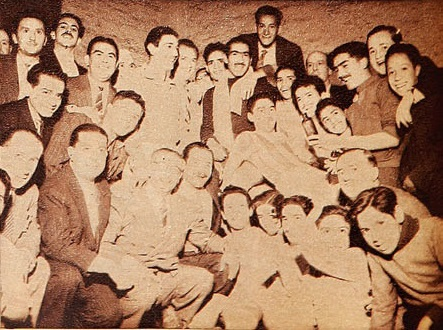
«Грин Кросс» — чемпион Чили 1945 года

«Спортивный клуб Грин Кросс» был основан 27 июня 1916 года учениками школ Сан-Игнасио, Сан-Педро-Ноласко, Семинарио и де лос Саградос Корасонес. Первым названием команды стало «Клуб Ройал» (исп. Club Royal), однако оно вскоре было сменено на «Спортивный клуб Грин Кросс». Клуб создавался мультиспортивным, у него были отделения водного поло, автоспорта, баскетбола, велосипедного спорта, плавания, регби, легкой атлетики, но главным направлением являлся футбол. Первые года «Грин Кросс» выступал в рамках Футбольной ассоциации Сантьяго, пока в мае 1933 года восемь ведущих клубов Чили не приняли решение основать Профессиональную футбольную лигу Сантьяго. В первом сезоне в новом чемпионате «Грин Кросс» предпоследнее место. Впоследствии клуб выступал неудачно, даже вылетев во второй дивизион. В 1939 году «Грин Кросс» возвратился в высший дивизион чемпионата Чили. А спустя шесть лет клуб в первый и единственный раз в истории выиграл первенство, на три очка опередив ближайшего преследователя, «Унион Эспаньолу». Лучшим игроком той команды был аргентинец Хуан Сарате, ставший лучшим бомбардиром первенства с 17 голами.
3 апреля 1961 года самолет, на котором летела команда, возвращавшаяся с матча 1/8 финала Кубка Чили, разбился. Погибли 24 человека, включая тренера, массажиста клуба и восьми игроков. Вторая половина команды летела на другом рейсе, не желая лететь первым самолётом, полёт которого проходил с большим количеством пересадок. Были найдены только обгоревшие останки тел. Опознание проходило по небольшим фрагментам одежды. Один из футболистов, Элисео Моуриньо, погиб, даже не успев провести ни одного матча за «Грин Кросс». Клуб, потерявший половину игроков основы, более не смог восстановиться. Это с учётом того, что несколько игроков, например Хулио Мусимесси или Густаво Альбелья, после трагедии, случившейся с и партнёрами, решили завершить карьеру. Через сезон «Грин Кросс» вылетел во второй дивизион. И тогда же президент клуба Фернандо Харамильо, заместитель казначея Центрального банка Чили, был арестован за кражу 264 900 эскудо из хранилища банка. Эти деньги Харамильо планировал использовать для трат на нужды «Грин Кросса», из-за событий авиакатастрофы оказавшегося в финансовом кризисе. Харамильо был осуждён на 12 лет, также были осуждены его сообщники — Бенхамин Рауль Бохас, бывший менеджер «Грин Кросса», Григорио Риско Вильена, бывший казначей команды и действующий спортивный директор клуба Джон Артур. В 1965 году клуб был вынужден объединиться с командой «Депортес Темуко». Долгое время команда выступала под именем «Грин Кросс Темуко», пока в 1985 году слово «Грин Кросс» окончательно исчезло из названия организации.

## Достижения
- Чемпион Чили: 1945

## Президенты
- 1916—1916: Франсиско Тапия
- 1917—1917: Диас Лира
- 1918—1920: Роберто де ла Маса
- 1921—1922: Стюарт
- 1923—1924: Сантьяго Перес
- 1925—1925: Г. Калво
- 1926—1928: Гильермо Матте Уртадо
- 1930: Луис Мандухано Тобар
- 1937: Аугусто Ларраин
- 1937: Клаудио Викунья
- 1941: Элсо Пертуйсет Лира